# 昭和のクルマといつまでも
『昭和のクルマといつまでも』（しょうわのクルマといつまでも）は、BS朝日で毎週木曜日の21:00 - 21:54に放送していた、自動車の番組。

## 概要
番組コンセプトは『昭和時代に生産された同じ車を30年以上乗り続ける人を探す旅』であり、自動車を通して所有者の人生を掘り起こす人間ドキュメンタリーである。
BS朝日の日曜夜9時代の不定期ドキュメンタリー枠として、2019年7月14日に第1弾『昭和のクルマといつまでも』が放送され、特番としては都合4本が制作・放送された。
2020年10月14日より毎週1時間枠のレギュラー番組化した。
2021年9月22日、同年10月より、放送時間が毎週水曜日22:00 - 22:54から毎週木曜日21:00 - 21:54へ変更される（10月7日放送分から）ことが発表された。
レギュラー放送開始から長らくメインスポンサーが付かない状態が続いた(単発でのスポンサーは数回あった)が、放送時間変更の10月7日よりユピテルがメインスポンサーとしてクレジットされるようになった。
レギュラー放送終了から１年以上が経過した2023年6月、特番による２夜連続放送として、過去に放送されたレギュラー放送からの後日取材として特別版が17日に、新規取材版が18日に放送された。
朝日放送テレビの『ポツンと一軒家』の番組スタイルに近い取材手法が用いられているが、これは同番組制作に携わっているジャンプコーポレーションが企画段階から手がけていることによるものである。
番組ナレーションは特番時代から一貫して國村隼が担当している。

## 放送日時
特番放送
- 昭和のクルマといつまでも(2019年7月14日 21:00 - 22:54)
- 昭和のクルマといつまでも2(2019年12月8日 21:00 - 22:54)
- 昭和のクルマといつまでも3(2020年3月15日 21:00 - 22:54)
- 昭和のクルマといつまでも4(2020年8月30日 21:00 - 22:54)[2]

レギュラー放送
- 毎週水曜日 22:00 - 22:54(2020年10月14日〜2021年９月29日) #1〜#47[3][4]
- 毎週木曜日 21:00 - 21:54(2021年10月7日〜2022年3月31日) #48〜#69[5]

レギュラー放送以降の特番放送
- 昭和のクルマといつまでも特別版(2023年6月17日 21:00 - 22:54)
- 昭和のクルマといつまでも(2023年6月18日 21:00 - 22:54)

## 放送リスト
| タイトル                  | 初回放送日    | 取り上げられた主な車種 | 特記事項                                                           |
| ------------------------- | ------------- | --- | ------------------------------------------------------------------ |
| 昭和のクルマといつまでも  | 2019年7月14日 | 日野・コンテッサ1300S ダイハツ・ミゼットMP5 ホンダ・1300クーペ ホンダ・ライフ(初代) トヨタ・クラウン(3代目)                            | レギュラー放送#2、#4はこの再編集版                                 |
| 昭和のクルマといつまでも2 | 2019年12月8日 | フォルクスワーゲン・カルマンギア トヨタ・カローラスプリンター 三菱・レオ いすゞ・ヒルマンミンクス ホンダ・S600                         | レギュラー放送#6、#8、#11はこの再編集版                            |
| 昭和のクルマといつまでも3 | 2020年3月15日 | スズキ・セルボ(初代) いすゞ・ベレット1600GTR トヨタ・1600GT 日産・レパード(2代目) 日産・サニークーペ(初代)                             | レギュラー放送#6、#8、#16はこの再編集版                            |
| 昭和のクルマといつまでも4 | 2020年8月30日 | ジャガー・Eタイプ ダイハツ・ハイゼット(初代) メルセデスベンツ・220S( W180系) アストンマーティン・インターナショナル ロータス・エランS2 | 特番唯一の再放送歴あり。また、レギュラー放送#18、#20はこの再編集版 |

| 放送回 | タイトル                                                                                           | 初回放送日     | 取り上げられた主な車種                                                           | 特記事項                   |
| ------ | -------------------------------------------------------------------------------------------------- | -------------- | -------------------------------------------------------------------------------- | -------------------------- |
| #1     | 奥様が走り続ける真っ赤な旧車& 水没から復活・シングルナンバーのスポーツカー                         | 2020年10月14日 | トヨタ・パブリカ(初代) トヨタ・ミニエース トヨタ・スポーツ800                    | 2021年3月10日に再放送      |
| #2     | 親子三代で受け継がれる1台& 地球７周分を走るトヨタ名車                                              | 2020年10月21日 | 日野・コンテッサ1300S フォード・マスタングMACH1 トヨタ・クラウン(3代目)          | 特番第1弾の再編集版        |
| #3     | いすゞ愛あふれるショップ社長の左ハンドル車                                                         | 2020年10月28日 | いすゞ・117クーペ いすゞ・ベレット1600GT                                         | 2021年10月2日に再放送      |
| #4     | 半世紀近くの相棒・懐かしの三輪車& スーパー会長の父の形見の1台                                      | 2020年11月4日  | ダイハツ・ミゼットMP5 ホンダ・1300クーペ ホンダ・ライフ(初代)                    | 特番第1弾の再編集版        |
| #5     | 生産台数200台足らずの「幻のクルマ」& 中学時代から憧れ続けた日産スポーツカー                        | 2020年11月11日 | プリンス・クリッパー 日産・スカイラインGR-R(KPGC110) 日産・フェアレディZ( S30系) | 2021年10月24日に再放送     |
| #6     | 嫁入り道具と半世紀＆妻の忘れ形見の１台                                                             | 2020年11月18日 | トヨタ・カローラスプリンター 日産・レパード(2代目) 日産・サニークーペ(初代)      | 特番第2弾・第3弾の再編集版 |
| #7     | 運命的な出会いの英国車＆夫婦の縁を結んだドイツ車                                                   | 2020年11月25日 | オースチン・ヒーレー・スプライト BMW・2002tii                                    |                            |
| #8     | 走り続けて地球１３周！イギリスにルーツをもつ名車                                                   | 2020年12月2日  | 日産・ブルーバード(初代) 三菱・レオ いすゞ・ヒルマンミンクス                     | 特番第2弾の再編集版        |
| #9     | 愛知捜索旅・前編 82歳のベテラン整備士&疎遠な父が息子に託した宝物                                   | 2020年12月9日  | トヨタ・2000GT マツダ・ポータートラック                                          | 2021年3月17日に再放送      |
| #10    | 愛知捜索旅・後編 17年間、娘と走る日を待ちわびて…                                                   | 2020年12月16日 | トヨタ・クラウン(初代) フォルクスワーゲン・カルマンギア                          | 2021年3月23日に再放送      |
| #11    | 好みの伴侶に染め上げ35年!スズキ軽& 叔父から永久借用!ホンダスポーツカー                             | 2020年12月23日 | スズキ・セルボ(初代) ホンダ・S600                                                | 特番第2弾・第3弾の再編集版 |
| #12    | バイク少年からカーマニアへ…蘇る青春!ホンダ軽& 同じクルマに８台!?家族で"押しがけ"「てんとうむし」   | 2021年1月7日   | プリンス・グロリア(2代目) ホンダ・N360 スバル360                                 | 2021年11月6日に再放送      |
| #13    | ハイヒールスタンドにオルゴール!? 妻へのプレゼントは女性向けモデルの特別車!                         | 2021年1月13日  | 日産・スカイラインGT-R(PGC10) 日産・ブルーバード                                 |                            |
| #14    | 出会いは65年前!超貴重なイギリスルーツの日産車& 新車から一筋55年!父が息子兄弟に贈ったトヨタ・セダン | 2021年1月20日  | 日産・オースチンA40サマーセット トヨタ・コロナ(3代目)                            |                            |
| #15    | 冬の新潟で大捜索!44年オリジナル姿の日産セダン& セレブに愛される特別仕様のミニ                      | 2021年1月27日  | 日産・セドリック(初代) ミニ・クラブマン1275GT                                    |                            |
| #16    | 社長夫人が手放せない日本初のGTカー& 親子2代で42年!レザートップのスポーツカー                       | 2021年2月3日   | いすゞ・ベレット1600GTR トヨタ・1600GT                                           | 特番第3弾の再編集版        |
| #17    | 世界初の革新的エンジン搭載! 52年経ても未来的なマツダスポーツカー                                   | 2021年2発10日  | フェラーリ・328GTS マツダ・コスモスポーツ                                        |                            |
| #18    | 父との思い出を胸に… 64年前からオリジナル姿を守り続けるドイツが誇る名車                             | 2021年2月17日  | ジャガー・Eタイプ ダイハツ・ハイゼット(初代) メルセデスベンツ・220S(W180系)      | 特番第4弾の再編集版        |
| #19    | いつかは妻への恩返し…誰もが振り向く英国スポーツカー                                                | 2021年2月23日  | トライアンフ・スピットファイアMK1 ロータス・ヨーロッパ ツインカム MG-TC          |                            |
| #20    | 自動車博物館オーナーの愛車& 憧れの英国オープンカーで夫婦30年ぶりドライブ                           | 2021年3月3日   | ブガッティ・T38 アストンマーティン・インターナショナル ロータス・エランS2        | 特番第4弾の再編集版        |
| #21    | 東京「遠乗会」前編 名車112台走るドライブ会に密着!                                                  | 2021年3月31日  |                                                                                  |                            |
| #22    | 東京「遠乗会」後編 名車112台走るドライブ会に密着!                                                  | 2021年4月7日   |                                                                                  |                            |
| #23    | 大阪・昭和レトロカー万博で大捜索! ドアが前開き!?日本未発売の希少バブルかー登場!                    | 2021年4月14日  |                                                                                  | 2021年11月13日に再放送     |
| #24    | 旧車250台以上!教習所オーナーの巨大ガレージ& 未来の国からやってきた元祖デート車                     | 2021年4月21日  | シボレー・コルベットスティングレイ(C3) トヨタ・セリカLB(初代)                    |                            |
| #25    | 半世紀以上にわたって苦楽を共にする トヨタのミリオンセラー車& 貫禄ある車体が魅力の商用車!           | 2021年4月28日  | トヨタ・コロナ(3代目) プリンス・スカイラインバン(2代目)                          |                            |
| #26    | | 2021年5月5日   |                                                                                  |                            |
| #27    | | 2021年5月12日  |                                                                                  |                            |
| #28    | | 2021年5月19日  |                                                                                  |                            |
| #29    | | 2021年5月26日  |                                                                                  |                            |
| #30    | | 2021年6月2日   |                                                                                  |                            |
| #31    | | 2021年6月9日   |                                                                                  |                            |
| #32    | | 2021年6月16日  |                                                                                  |                            |
| #33    | | 2021年6月23日  |                                                                                  |                            |
| #34    | | 2021年6月30日  |                                                                                  |                            |
| #35    | | 2021年7月7日   |                                                                                  |                            |
| #36    | | 2021年7月14日  |                                                                                  |                            |
| #37    | | 2021年7月21日  |                                                                                  |                            |
| #38    | | 2021年7月28日  |                                                                                  |                            |
| #39    | | 2021年8月4日   |                                                                                  |                            |
| #40    | | 2021年8月11日  |                                                                                  |                            |
| #41    | | 2021年8月18日  |                                                                                  |                            |
| #42    | | 2021年8月25日  |                                                                                  |                            |
| #43    | | 2021年9月1日   |                                                                                  |                            |
| #44    | | 2021年9月8日   |                                                                                  |                            |
| #45    | | 2021年9月15日  |                                                                                  |                            |
| #46    | | 2021年9月22日  |                                                                                  |                            |
| #47    | | 2021年9月29日  |                                                                                  |                            |
| #48    | | 2021年10月7日  |                                                                                  |                            |
| #49    | | 2021年10月14日 |                                                                                  |                            |
| #50    | | 2021年10月21日 |                                                                                  |                            |
| #51    | | 2021年10月28日 |                                                                                  |                            |
| #52    | | 2021年11月4日  |                                                                                  |                            |
| #53    | | 2021年11月11日 |                                                                                  |                            |
| #54    | | 2021年11月18日 |                                                                                  |                            |
| #55    | | 2021年11月25日 |                                                                                  |                            |
| #56    | | 2021年12月9日  |                                                                                  |                            |
| #57    | | 2021年12月16日 |                                                                                  |                            |
| #58    | | 2021年12月23日 |                                                                                  |                            |
| #59    | | 2022年1月6日   |                                                                                  |                            |
| #60    | | 2022年1月13日  |                                                                                  |                            |
| #61    | | 2022年1月20日  |                                                                                  |                            |
| #62    | | 2022年1月27日  |                                                                                  |                            |
| #63    | | 2022年2月3日   |                                                                                  |                            |
| #64    | | 2022年2月10日  |                                                                                  |                            |
| #65    | | 2022年2月17日  |                                                                                  |                            |
| #66    | | 2022年2月24日  |                                                                                  |                            |
| #67    | | 2022年3月3日   |                                                                                  |                            |
| #68    | | 2022年3月10日  |                                                                                  |                            |
| #69    | | 2022年3月31日  |                                                                                  |                            |

## 出演者
- 國村隼

## スタッフ
- ナレーター：國村隼
- 構成：大辻民樹、安念高志、古林壮太
- CG：早瀬瑠璃
- 音効：久坂惠紹（戯音工房）
- EED：久保田和樹
- MA：遠藤寛也
- 技術協力：メディア・リース、ソイビーンズ
- 制作協力：CLAMP
- AP：磯田今日子、岩井隆昌
- AD：朝倉一騎
- ディレクター：高野信行、瀧島光人、吉田リュウジ、鈴木彦太郎、福田翔吾、吉倉瑞穂、山本康二
- 演出：管沼誠、黒川和樹
- プロデューサー：山田駿（BS朝日、古原コウイチ
- 企画・プロデューサー：谷村幸治（BS朝日）
- 制作：BS朝日、ジャンプコーポレーション